# CW Octantis
CW Octantis eller HD 148542 är en ensam stjärna belägen i den södra delen av stjärnbilden Oktanten. Den har en skenbar magnitud av ca 6,03 och är mycket svagt synlig för blotta ögat där ljusföroreningar ej förekommer. Baserat på parallax enligt Gaia Data Release 3 på ca 5,18 mas, beräknas den befinna sig på ett avstånd på ca 629 ljusår (193 parsek) från solen. Den rör sig bort från solen med en heliocentrisk radialhastighet på ca 7 km/s.

## Egenskaper
CW Octantis är en vit till blå underjättestjärna av spektralklass A3 IV på väg mot den röda jättegrenen. Zorec och Royer (2012) modellerar den som en stjärna som precis har nått slutet av sin livstid för huvudserien. Den har en massa som är ca 3 solmassor, en radie som är ca 4,6 solradier och utsänder energi från dess fotosfär motsvarande ca 111 gånger solen vid en effektiv temperatur av ca 8 800 K.

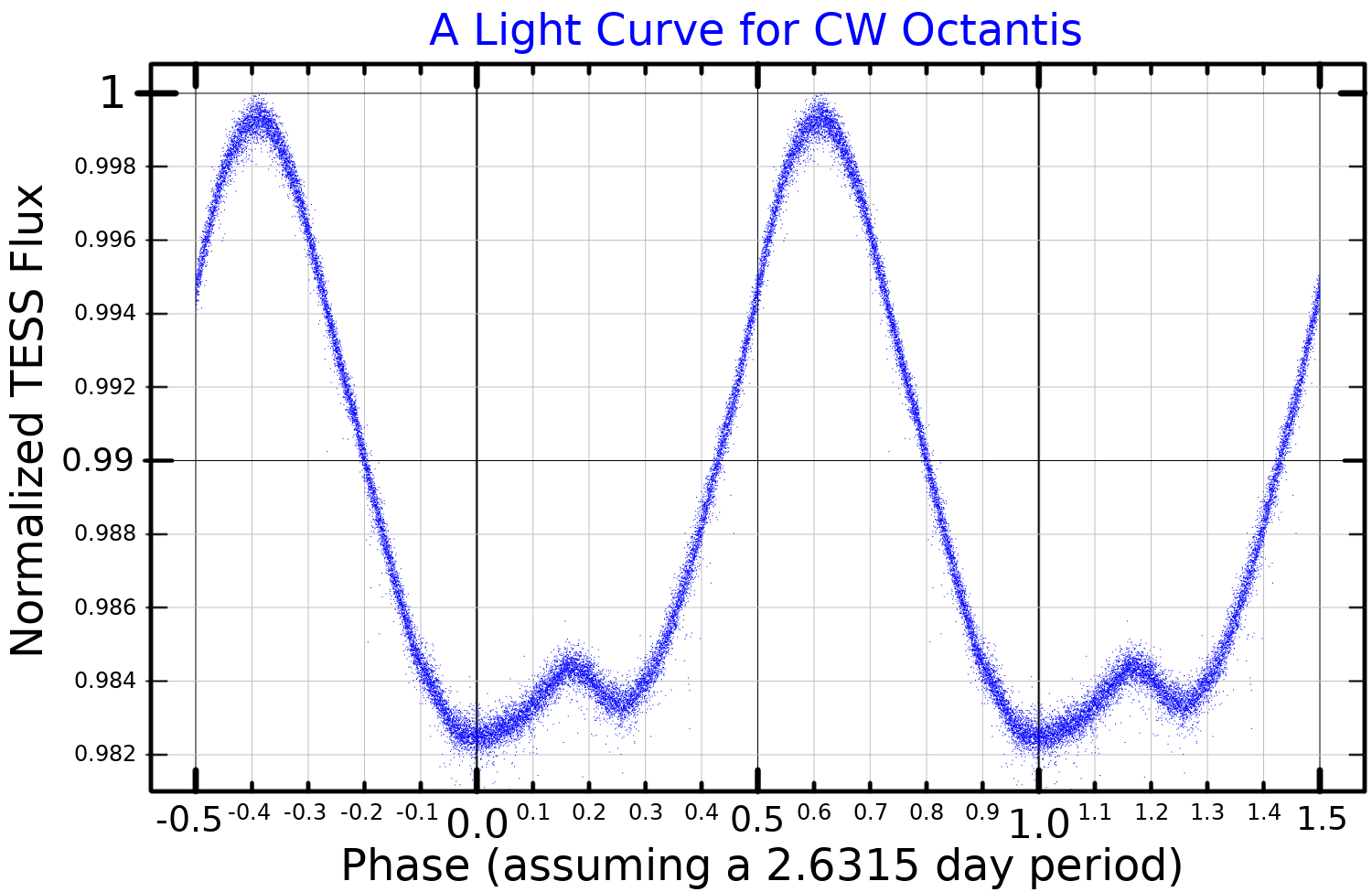
Ljuskurva för CW Octantis, anpassad från TESS-data.

CW Octantis klassificeras som en Alfa2 Canum Venaticorum-variabel. De flesta stjärnor i denna klass har kemiska egenheter i sina spektra, men CW Octantis verkar vara vanlig. Renson och Manfroid (2009) anser att dess säregenhetsstatus är tveksam. Ändå fluktuerar CW Octantis mellan 6,05 och 6,07 i Hipparcos passband med en period av 2,63 dygn. Den tar 2,8 dygn till att genomföra en hel rotation, vilket motsvarar en projicerad rotationshastighet på 92 km/s.